# La Mazille
Andrée Mallet-Maze dite La Mazille, de famille périgourdine, née à Puteaux le 20 juin 1891 de François Maze, entrepreneur, et Léonie Eymery. Mariée en 1922 à Albert Mallet, et morte à Herblay le 9 mars 1984, elle est une écrivaine française, et plus particulièrement un auteur culinaire. Par son livre, La Bonne Cuisine du Périgord, elle a fait connaître à un très large public la cuisine périgourdine, « la meilleure des cuisines régionales » selon les gastronomes Curnonsky et Marcel Rouff, en collectant des recettes traditionnelles transmises oralement.

## Biographie
Née près de Paris, Andrée Maze reste profondément attachée à ses racines familiales périgourdines. Elle hérite du carnet où la cuisinière de la famille, Victorine, consignait ses recettes, et le complète en parcourant la campagne à bicyclette et en interrogeant ses connaissances à Planèze, lieu-dit de Neuvic-sur-l'Isle, et aux alentours. Elle retranscrit la tradition orale[réf. nécessaire], testant les recettes, réussissant à retrouver et transmettre ce fameux savoir-faire, « l’art d’accommoder les produits locaux ». Son mari, Albert Mallet, la met en contact avec l'éditeur Flammarion.
Dans les années 1950, elle donne dans sa maison « Le Cluseau », à Planèze, des dîners appréciés. Elle écrit aussi des contes.

## La Bonne Cuisine du Périgord
Paru en 1929 aux éditions Flammarion, La Bonne Cuisine du Périgord est le premier livre consacré à la cuisine périgourdine. Illustré par des dessins à la plume de Renée Maze, la sœur de l’auteur, l'ouvrage est réédité à plusieurs reprises, jusqu'à nos jours. On y découvre plus de quatre cents recettes régionales, comme le poulet crapaudine, l'enchaud truffé, le millassou, la flaugnarde, le nontronnais, le vin de noix… Ouvrage de référence sur la gastronomie périgourdine, mais également sur la culture du Périgord, La Bonne Cuisine du Périgord transmet un témoignage patrimonial vivant et un savoir-faire ancestral.  L'ouvrage était souvent offert en dot aux jeunes filles à leur mariage[réf. nécessaire].

## Hommages
Depuis 1990, dans le cadre du Salon international du livre gourmand de Périgueux, le prix littéraire La Mazille, attribué tous les deux ans, met à l’honneur un auteur, un journaliste, un homme ou une femme de lettres qui a mis en valeur la gastronomie, comme le fit La Mazille.
Le restaurant de l’École hôtelière du Périgord « La Mazille », situé à Boulazac près de Périgueux, doit son nom à l’autrice de La Bonne Cuisine du Périgord.
En 2011, l’exposition itinérante Femmes célèbres du Périgord organisée par le conseil général de la Dordogne à partir du travail de la sociologue Victoria Man-Estier, a retenu La Mazille pour figurer parmi vingt-cinq femmes célèbres de l’histoire du Périgord depuis ses origines.

## Ouvrages
- 1929 : La Bonne Cuisine du Périgord, Flammarion
- 1971 : Au coin du feu, Pierre Fanlac
- 1973 : Où la chèvre est attachée, Pierre Fanlac
- 1975 : Les Nouvelles Histoires au coin du feu , Pierre Fanlac
- 1978 : Dernières histoires au coin du feu, Pierre Fanlac